# Santa Úrsula (Santpedor)

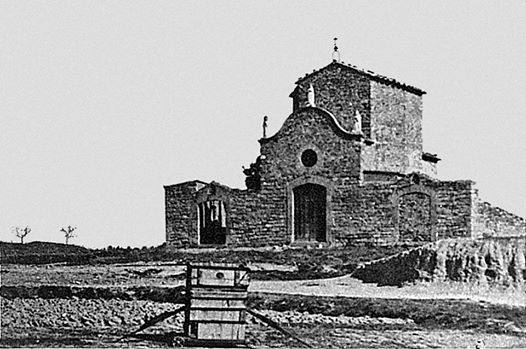
Església de Santa Úrsula.

La capella de Santa Úrsula estava situada al llevant de la vila de Santpedor. Fou constituïda al segle xiv gràcies al llegat testamentari d'un mercader, fill de la vila. A finals del segle xix, bo i restaurada, funcionà com a capella del cementiri que s'havia traslladat en aquest indret el 1820. Desaparegué arran dels fets revolucionaris de 1936.